# Philippe Rombi
Philippe Rombi (* 3. April 1968 in Pau, Frankreich) ist ein französischer Filmkomponist.

## Leben
Philippe Rombi machte sich vor allem einen Namen als Musikkomponist von Film- und Fernsehproduktionen. Mit Regisseur François Ozon arbeitet er regelmäßig zusammen.

## Filmografie (Auswahl)
- 1993: Bitter Chocolate (Chocolat amer) – Regie: Isabelle Broué
- 1999: Ein kriminelles Paar (Les amants criminels) – Regie: François Ozon
- 2000: Unter dem Sand (Sous le sable) – Regie: François Ozon
- 2001: Yes, But… (Oui, mais…) – Regie: Yves Lavandier
- 2001: Eine Schwalbe macht den Sommer (Une hirondelle a fait le printemps) – Regie: Christian Carion
- 2003: Swimming Pool – Regie: François Ozon
- 2003: The Cost of Living (Le coût de la vie) – Regie: Philippe Le Guay
- 2003: Liebe mich, wenn du dich traust (Jeux d’enfants) – Regie: Yann Samuell
- 2004: Le rôle de sa vie – Regie: François Favrat
- 2004: Schau mich an! (Comme une image) – Regie: Agnès Jaoui
- 2004: 5×2 – Fünf mal zwei (5x2) – Regie: François Ozon
- 2004: Lügen & lügen lassen (Mensonges et trahisons et plus si affinités…) – Regie: Laurent Tirard
- 2005: Merry Christmas (Joyeux Noël) – Regie: Christian Carion
- 2006: Trautes Heim, Glück allein (La maison du bonheur) – Regie: Dany Boon
- 2007: Angel – Ein Leben wie im Traum (Angel) – Regie: François Ozon
- 2008: Willkommen bei den Sch’tis (Bienvenue chez les Ch’tis) – Regie: Dany Boon
- 2008: Das Mädchen aus Monaco (La fille de Monaco) – Regie: Anne Fontaine
- 2008: Ein Mann und sein Hund (Un homme et son chien) – Regie: Francis Huster
- 2009: Ricky – Wunder geschehen (Ricky) – Regie: François Ozon
- 2010: Das Schmuckstück (Potiche) – Regie: François Ozon
- 2010: Nichts zu verzollen (Rien à déclarer) – Regie: Dany Boon
- 2011: Krieg der Knöpfe (La nouvelle guerre des boutons) – Regie: Christophe Barratier
- 2012: In ihrem Haus (Dans la maison) – Regie: François Ozon
- 2013: Jung & Schön (Jeune & Jolie) – Regie: François Ozon
- 2014: Eine neue Freundin (Une nouvelle amie) – Regie: François Ozon
- 2014: Asterix im Land der Götter (Astérix: Le Domaine des dieux) – Regie: Alexandre Astier & Louis Clichy
- 2015: Der Vater meiner besten Freundin (Un moment d’égarement) – Regie: Jean-François Richet
- 2016: Frantz – Regie: François Ozon
- 2017: Der andere Liebhaber (L’amant double) – Regie: François Ozon
- 2021: Black Box – Gefährliche Wahrheit (Bôite noire) – Regie: Yann Gozlan
- 2022: Im Taxi mit Madeleine (Une belle course) – Regie: Christian Carion
- 2023: Mein fabelhaftes Verbrechen (Mon crime) – Regie: François Ozon
- 2023: Visions – Tödliches Verlangen (Visions) – Regie: Yann Gozlan